# 光波測距儀

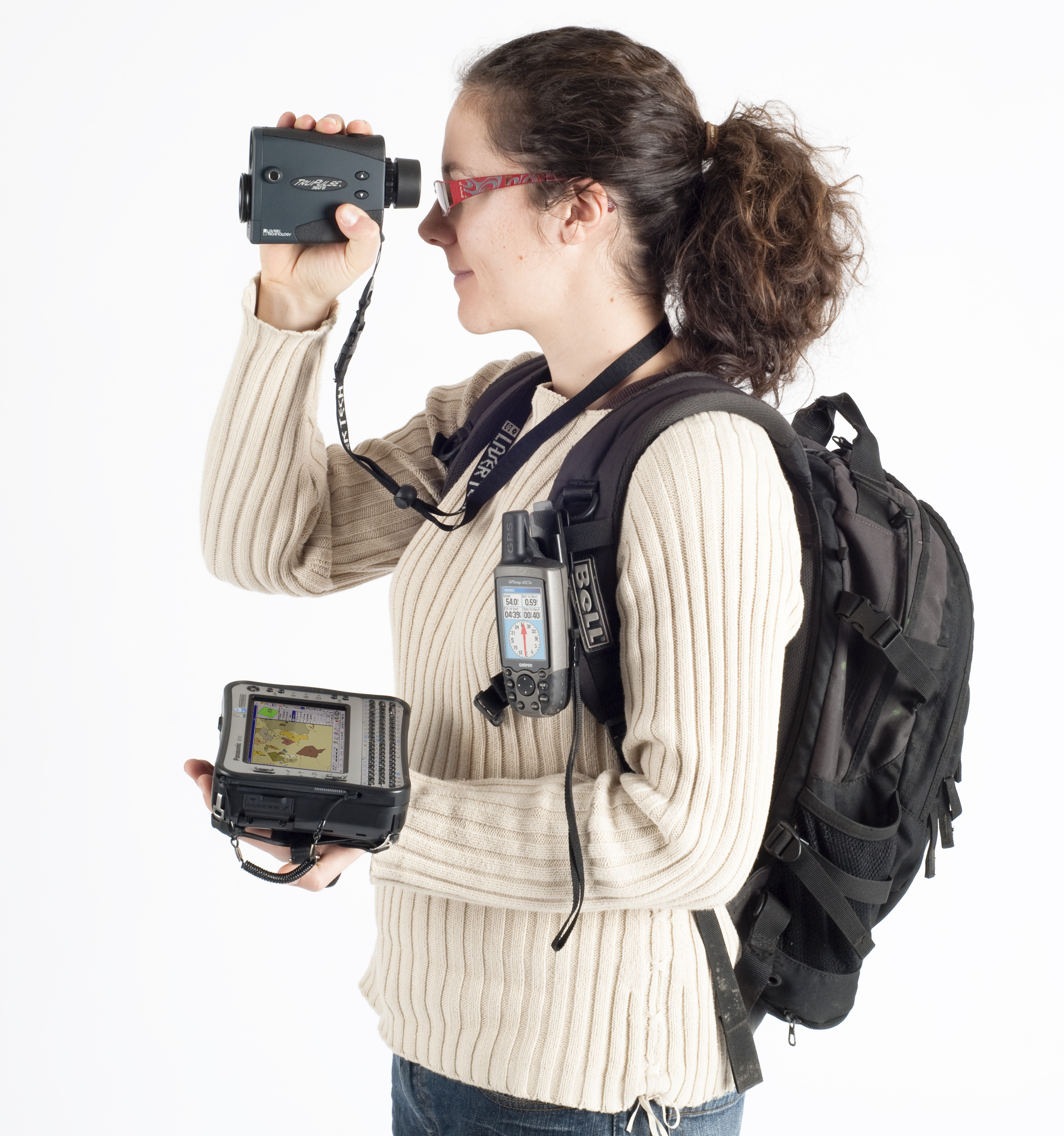
レーザー測距装置（右手）を使用する女性

光波測距儀（こうはそっきょぎ、英: electro-optical distance measuring instrument）とは、主にレーザーを用いて距離を測定する装置を言う。
光を用いることから、悪天候の影響を受けやすい弱点があるが、レーザーの高い指向性により、比較的近距離の対象に対して、電波測距儀よりも高い精度で測定ができる。
光波測距儀の考え方は、アルマン・フィゾーの光速測定実験に始まると言える。

## 方式
位相差方式
位相差の動作原理は、測距儀から測点に設置した反射プリズム（コーナーキューブ、ミラーとも呼ばれる）に向けて一定の周期で明滅する強度変調した光波を発射し、反射プリズムで反射した光波を測距儀が感知するまでに明滅した回数から距離を得る、というものである。
実際には外部のプリズムからの反射光と参照した内部の信号との位相のずれを検出する。但し、位相のずれは360°毎に0になるので明滅周波数を対象の測定距離に応じて切り替える必要がある。明滅周期が高い程、精度は上がるものの、前述の理由により位相のずれが0になるので通常は複数の周波数を切り替える。内部の信号は分周期で分周し、外部からの信号は電気信号に変換してから増幅してスーパーヘテロダインと同様にダブルバランスドモジュレーターで内部の基準信号と重ねて中間周波数（唸り）を出力する。これには位相成分が残されているので分周した信号と比較して位相のずれを検出する。中間周波数を利用するのは周波数が低い方が高増幅率のトランジスタが使用でき信号/雑音比を大きくすることができるため、信号として扱いやすいからである。
光の変調にはケルセルが使用されていたが耐久性等に問題があるため、現在では直接光源を変調する。光源として発光ダイオードを用いる物とレーザー光を用いるものがある。後者は直進性に優れるため長距離、高精度の測定に用いられる。また、射撃照準にも用いられる。近年は普及型の測距計にもレーザー式が一般化している。
パルス方式
物体に向けて短パルスを放射し、パルスを放ってから戻ってくるまでの時間から距離を求める。光源にはレーザーを用いる。
他
距離を計測するだけでなく水平角度、垂直角度を計測する経緯儀としての能力を持った測距儀はトータルステーションとも呼ばれる。光波の他に電波を利用した電波測距儀がある。こちらは、測定距離が十数キロメートルと長い場合に利用する。ただし、光波測距儀に比べて測定精度は落ちる。光波測距儀でも計測できないほど測定距離が長い、精度が欲しい、若しくは測点との目視ができない場合はGPS測量機を利用した測距を行う。

## トータルステーションシステム

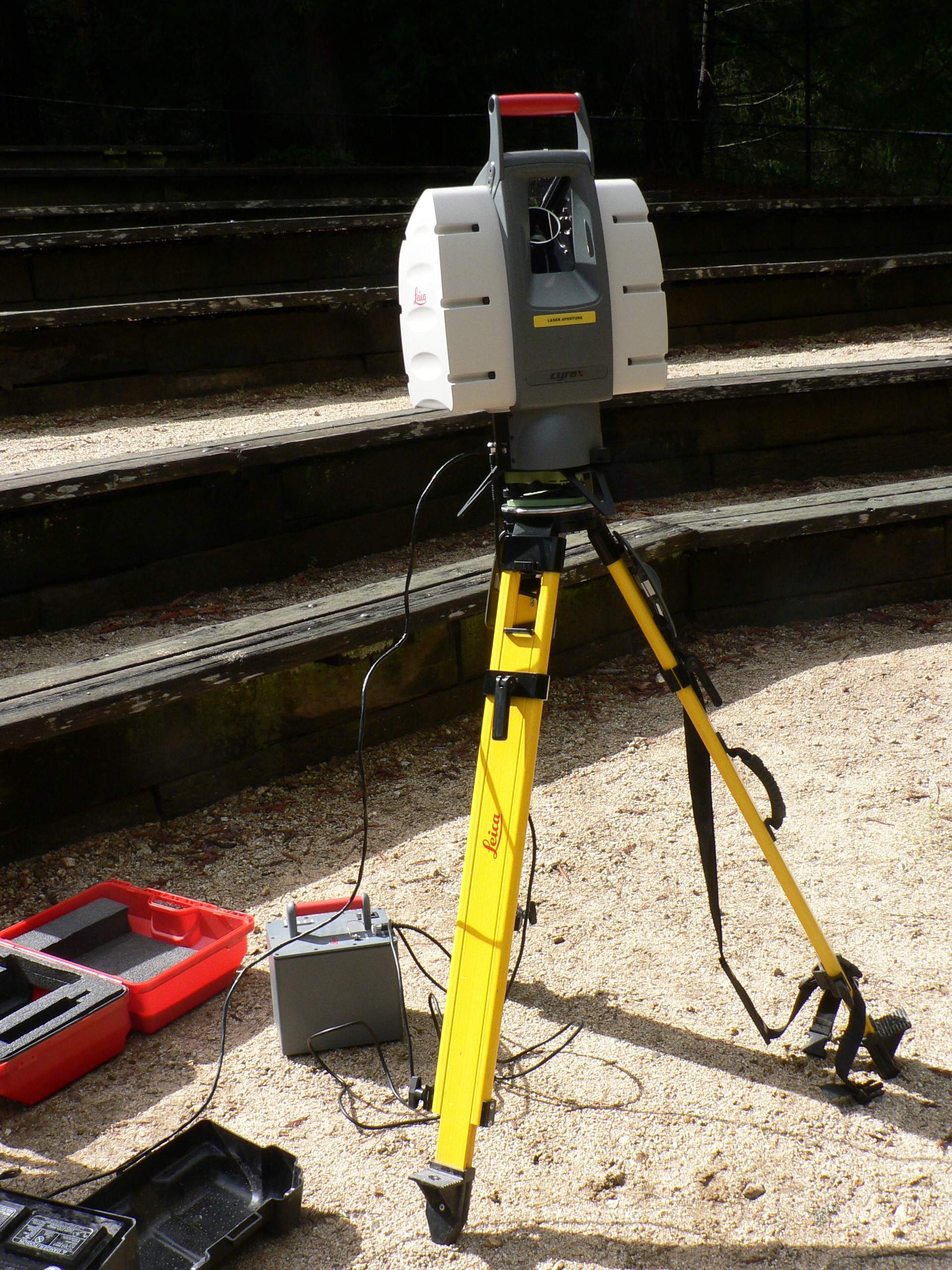
トータルステーションシステムの一例。LIDARによって周囲の地形をスキャンし、3Dモデルを生成することができる。頭部が水平方向に回転しつつ、内部の鏡が垂直方向に回転する。

光波測距儀やGPS測量機の中にはマイコンやオペレーティングシステムを搭載し遠隔操作による無人計測や計測した測点を記憶して様々な測量計算を行ったり、PC等に転送する機能を持つものがある。これらはトータルステーションシステムと呼ばれ従来の路線測量やアリダードを用いた平板測量、土量計算の効率化に貢献している。

## 測定可能距離
理論的には見渡せる距離で反射光が戻ってくる距離であれば月レーザー測距実験のような他天体や地球周回軌道を周回する測地衛星のような超長距離でも可能であるが、地上では光束は収束しているにもかかわらず大気の揺らぎや空気中の微粒子によってレーザー光でも長距離で拡散するため、地球の丸みによって測定可能な距離のおよそ半分とされる。

## 衛星レーザー測距
あじさい (人工衛星)、LRE、LARESにはコーナーキューブが搭載されていてレーザーを照射して距離を測定して測量に役立てる。
また、一般相対性理論の現象で検証が困難なため、長らく検証されてこなかったレンス・ティリング効果の計測という目的でも使用され
、I CiufoliniとE C Pavlisは、レーザー測距装置を用いてNASAの2つの衛星LAGEOSとLAGEOS2の軌道を11年にわたり数mmの精度で記録することにより、この引きずり効果を観測したことで衛星の位置が毎年3 m以下の距離だけずれていくことが判明した。実際にどの程度の精度に達することができるかは、議論となっていた

。

## 計算
AとB間の距離Dは以下の式で与えられる
{\displaystyle D={\frac {ct}{2}}}
cは大気中の光の速度でtはA と Bの間の飛行時間
{\displaystyle t={\frac {\varphi }{\omega }}}
φ は到達までの時間による位相の遅れで ω は光波の角速度である。
以下の方程式が成り立つ
{\displaystyle D={\frac {1}{2}}ct={\frac {1}{2}}{\frac {c\varphi }{\omega }}={\frac {c}{4\pi f}}(N\pi +\Delta \varphi )={\frac {\lambda }{4}}(N+\Delta N)}
これは λ は波長で c/f; Δφ は完全に重ならない位相の遅れ π (φはπの余り); N は到達時間の半周期の整数で ΔN は残りの小数部である。

## 技術
光速度 - これは対象まで到達して戻ってくるまでの時間を測定する事で得られる。光の速度は既知で正確に測定する事により距離を算出可能である。多くのパルスは矩形波で一般的に使用される。この技術はナノ秒規模の高精度の検出回路を必要とする。
複数周波数位相シフト - これは複数の周波数で反射して戻ってきた反射光と同じ光源からの参照光を比較して位相のずれを測定する事で距離を算出する。
干渉計 - 絶対的な距離よりも変位を測定する技術として最も高精度で最も使いやすい。

## 用途

### 軍用

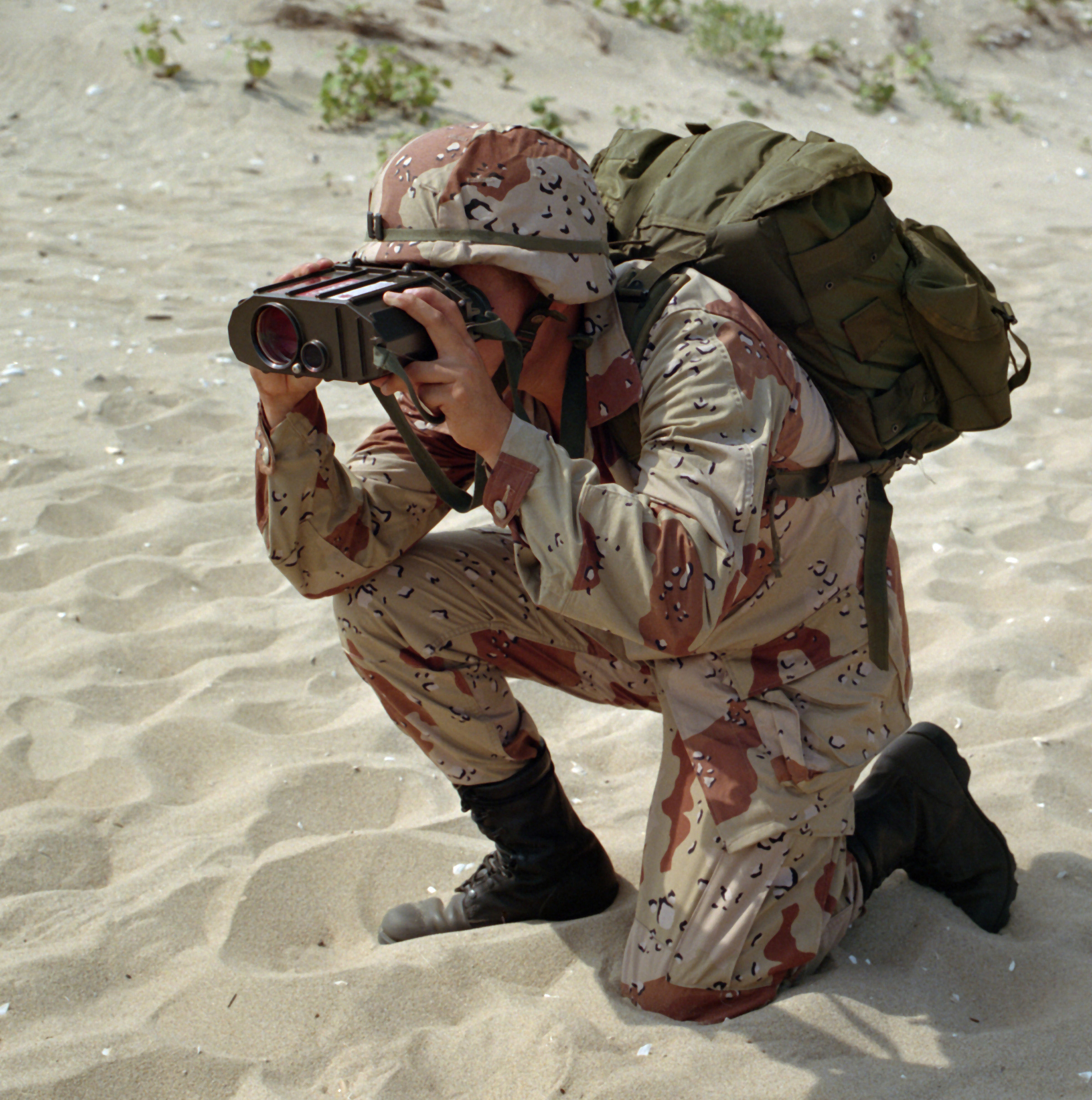
GVS-5 レーザー距離計を装備したアメリカ軍の兵士

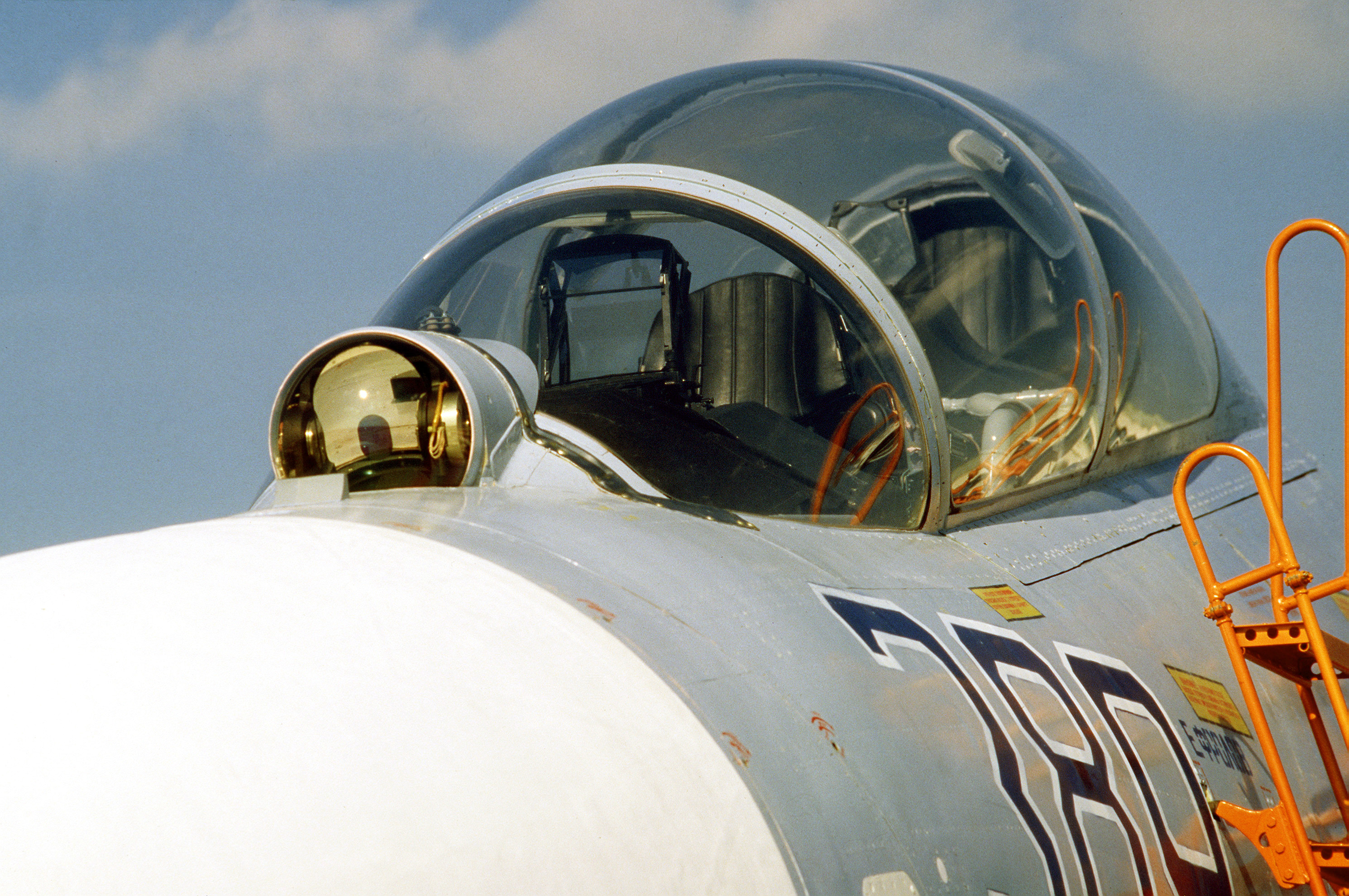
スホイ Su-27に装備されたレーザー距離計を備えるOLS-27 IRST

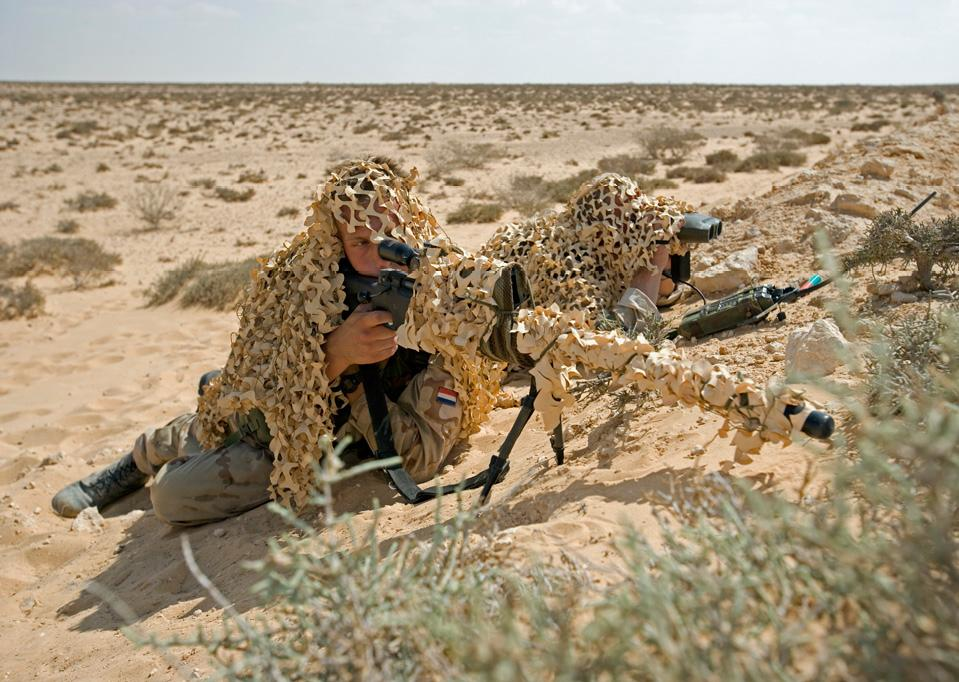
オランダのISAFの狙撃手のチームのAccuracy International AWSM .338 Lapua Magnum ライフルとLeica/Vectronix VECTOR IV レーザー測距双眼鏡

携帯型軍用測距儀の運用距離は2 km から25 kmまでで双眼鏡や単眼鏡に組みこまれている。デジタル式方位磁針(DMC)を備えた距離計によって標的の磁気角度、方位、高さ(距離)を得られる。いくつかの距離計は同様に標的の速度を計測して観測者と連携する。また有線や無線のインターフェースで測定データを火器管制コンピュータのような他の装置へ転送できるものがあり、暗視装置を追加できるものもある。大半の携帯型距離計は標準または充電式の電池を使用する。
より高性能の距離計は25 kmまで測定でき、通常は三脚や射場の銃座に備えられる。また距離計モジュールを車載の赤外線や暗視装置と日中の観測機材と統合したりする事例もある。大半の先進的な距離計はコンピュータと統合が可能である。
レーザー距離計とレーザー誘導兵器の使用を困難にする目的でレーザー減衰(低反射)塗装を機体に施す可能性がある。それらの物体はレーザー光の反射が殆どないのでそれらに対してレーザー距離計を使用する事は困難である。

### レーザー測定器

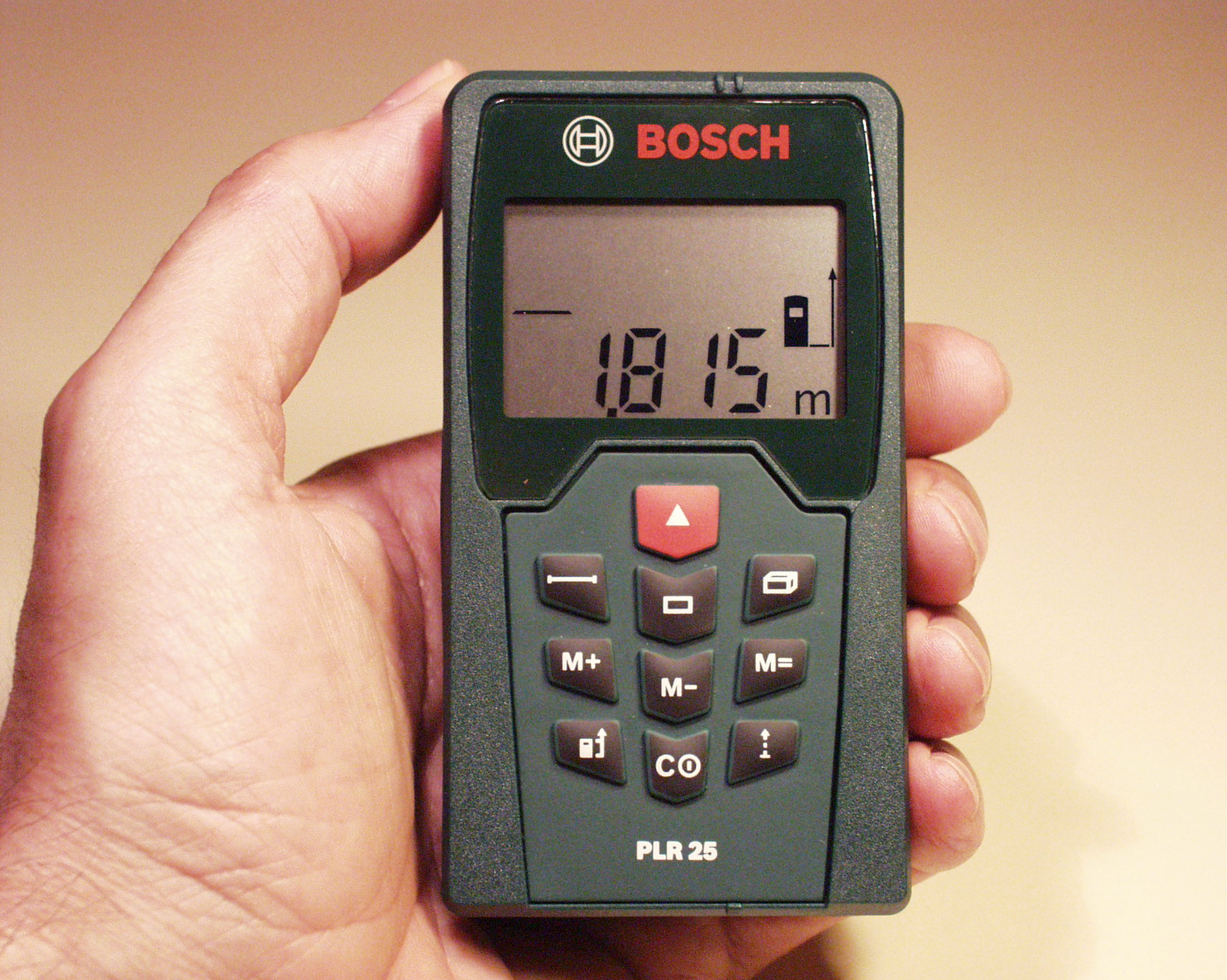
レーザー距離計: ボッシュ PLR 25

レーザー距離計は製造業や不動産業等のさまざまな産業で使用され、従来の巻尺を代替しつつある。広い距離や間に凸凹のある場所など、巻尺では測定するのに困難な場合があるがレーザー距離計であれば比較的容易に計測できる。短距離の場合であれば反射材を必要としない機種もある。レーザー測定器には簡易な面積や体積の計算機能を備える機種もある。

## 安全性
一般向けのレーザー距離計はクラス1で目には安全だと考えられる。軍用レーザー距離計はクラス1を上回るものがある。